# UK Albums Chart
UK Albums Chart reprezintă clasamentul muzical oficial din Regatul Unit, compilat pe baza vânzărilor de albume în format fizic și digital, iar din martie 2015 și în baza difuzărilor.